# Stilpón
Stilpón z Megary, řecky Στίλπων (asi 380 Megara – asi 300) byl starořecký filozof, představitel sokratovské megarské školy. Podle Díogena Laertia měl blízko ke kynikům, jeho blízkým spolupracovníkem byl kynik Kratés z Théb. Někdy bylo uváděno, že byl žákem Euklida z Megary, což bylo ovšem i zpochybňováno. Z jeho učitele bývají uváděni též méně známí megarici Thrasymachos z Korintu či Pasiklés z Théb.
Žádný z jeho spisů se nedochoval, podle Díogena psal podobně jako Platón formou dialogů, ovšem proti platonismu, zejména odmítal teorii idejí – individuální a konkrétní je podle Stilpóna plně odříznuto od univerzálního. Hodně se věnoval též dialektice, logice a etice, kde zdůraznil, že rostoucí vědění vnitřně osvobozuje, a tato svoboda se projeví jednak jako apatie (nezasažitelnost) a také jako ataraxie (neochvějnost). Kynik Teles z Megary uváděl, že Stilpón byl donucen po vojenském vpádu do svého města žít v exilu. Dobro prý rozděloval na duševní, tělesné a veřejné a zdůrazňoval, že ani jednomu exil nezabraňuje. Podobné svědectví vydal Cicero, který tvrdil, že po vojenském vpádu Stilpón ztratil veškerý majetek, ženu i děti, a přesto byl šťastný. Král Malé Asie Démétrios I. Poliorkétés se ho prý zeptal, co bude dělat, když všechno ztratil. Stilpón se podivil a odpověděl: "Vše ztratil? Naopak, mám vše sebou." Tento příběh zapracoval roku 1777 německý dramatik Friedrich Maximilian Klinger do divadelní hry Stilpón a jeho děti.
Jeho nejslavnějšími žáky byli Zénón z Kitia a Pyrrhón z Élidy, od Stilpóna tedy vedou přímé cesty k počátkům stoicismu i pyrrhónismu. Jeho méně známí žáci (Menedemos, Asklepiades) působili též v élidské škole. Stilpón měl pověst (např. dle Cicera) muže posedlého ženami, a také vínem, přičemž oba sklony prý překonal svou filozofií.